# Minister-president van de Franse Gemeenschap
In de Franse Gemeenschap wordt de voorzitter van de regering van de Franse Gemeenschap minister-president  genoemd. Deze functie bestaat sinds 1981.
Vaak is deze persoon dezelfde persoon als de minister-president van Wallonië: zoals Rudy Demotte tussen 2008 tot 2014.
De ambtswoning van de minister-president bevindt zich op het Surlet de Chokierplein 15/17 in Brussel.
De huidige minister-president is Elisabeth Degryse (Les Engagés). Zij legde op 16 juli 2024 de eed af.

## Aanstelling
Aangezien er geen staatshoofd beschikbaar is op het niveau van de gemeenschappen en gewesten, is de gewoonte gegroeid dat de leider van de grootste partij na de verkiezingen het initiatief neemt om een regering te vormen. Wanneer hij erin slaagt een regering te vormen, stelt hij het regeerakkoord voor aan het Parlement van de Franse Gemeenschap, dat vervolgens de ministers verkiest. Die ministers leggen vervolgens de eed af in handen van de parlementsvoorzitter.
De ministers duiden vervolgens een minister-president aan. Gewoonlijk is dit de formateur van die regering. Ook hij legt de eed af in het parlement, maar om in functie te zijn moet hij dit ook nog eens doen in handen van de Koning, als erkenning van het staatshoofd van de federatie.
De aanduiding en eedaflegging van de minister-president wordt vastgelegd in artikel 60, § 4 van de bijzondere wet tot hervorming der instellingen.

## Lijst
| Nr. | Naam | Naam                          | Partij | Partij      | Begin mandaat     | Einde mandaat     | Regering(en) |
| --- | ---- | ----------------------------- | ------ | ----------- | ----------------- | ----------------- | ------------ |
| 1   |      | Philippe Moureaux (1939-2018) |        | PS          | 22 december 1981  | 3 december 1985   | I            |
| 2   |      | Philippe Monfils (1939)       |        | PRL         | 3 december 1985   | 2 februari 1988   | I            |
| (1) |      | Philippe Moureaux (1939-2018) |        | PS          | 2 februari 1988   | 11 mei 1988       | II           |
| 3   |      | Valmy Féaux (1933)            |        | PS          | 11 mei 1988       | 7 januari 1992    | I            |
| 4   |      | Bernard Anselme (1945)        |        | PS          | 7 januari 1992    | 4 mei 1993        | I            |
| 5   |      | Laurette Onkelinx (1958)      |        | PS          | 6 mei 1993        | 13 juli 1999      | I, II        |
| 6   |      | Hervé Hasquin (1942)          |        | PRL         | 13 juli 1999      | 19 juli 2004      | I            |
| 7   |      | Marie Arena (1966)            |        | PS          | 19 juli 2004      | 20 maart 2008     | I            |
| 8   |      | Rudy Demotte (1963)           |        | PS          | 20 maart 2008     | 17 september 2019 | I, II, III   |
| 9   |      | Pierre-Yves Jeholet (1968)    |        | MR          | 17 september 2019 | 16 juli 2024      | I            |
| 10  |      | Elisabeth Degryse (1980)      |        | Les Engagés | 16 juli 2024      | heden             | I            |